# Inotersen
Inotersen, est un médicament de type oligonucléotide antisens dirigé contre la transthyrétine et vendu sous la marque Tegsedi.

## Usage médical
L'inotersen est un médicament utilisé pour traiter les lésions nerveuses liées à l'amylose héréditaire médiée par la transthyrétine. Il est utilisé chez les personnes encore capables de marcher.

## Effets secondaires
Effets secondaires fréquents : rougeur et douleur au site d'injection, nausées, maux de tête, fatigue, faible taux de plaquettes et fièvre; d'autres effets secondaires peuvent inclure une inflammation des reins, un accident vasculaire cérébral, une carence en vitamine A, des réactions allergiques et des problèmes hépatiques,. C'est un oligonucléotide antisens.

## Histoire
L'inotersen a été approuvé pour un usage médical aux États-Unis et en Europe en 2018,. Au Royaume-Uni, cela coûte au NHS environ 332 000 £ par an à compter de 2021. Aux États-Unis, ce montant coûte environ 521 000 dollars américains tandis qu'au Canada, il s'élève à environ 420 000 dollars canadiens,.